# Tuputupukipulotu Lausi'i
Tupoutapuki-'o-Pulotu Tuputupu Vaea, la Honorable baronesa Vaea de Houma (nacida Maafu-'o-Tukuialahi; 14 de octubre de 1930-29 de julio de 2021) fue una noble tongana, esposa del difunto político y diplomático, Baron Vaea. Madre de la reina consorte Nanasipauʻu Tukuʻaho, esposa del rey Tupou VI de Tonga.

## Familia
Es la hija mayor de Siosaia Lausi'i, 7.º Ma'afu-'o- Tukui'aulahi, de Vaini y su esposa, 'Anaukihesina Lamipeti.
La baronesa y su difunto esposo, el baron Vaea, tuvieron siete hijos y una hija adoptiva: la reina Nanasipauʻu Tukuʻaho, 'Alipate Tu'ivanuavou Vaea,' Amelia Luoluafetu'u Vaea, Luseane Luani (viuda Lady Luani) y Cassandra Vaea (antes Tuipelehake). Dos hijos, Moimoikimofuta Kaifahina Vaea, Ratu Edward Vaea, fallecieron. 